# Rock Werchter

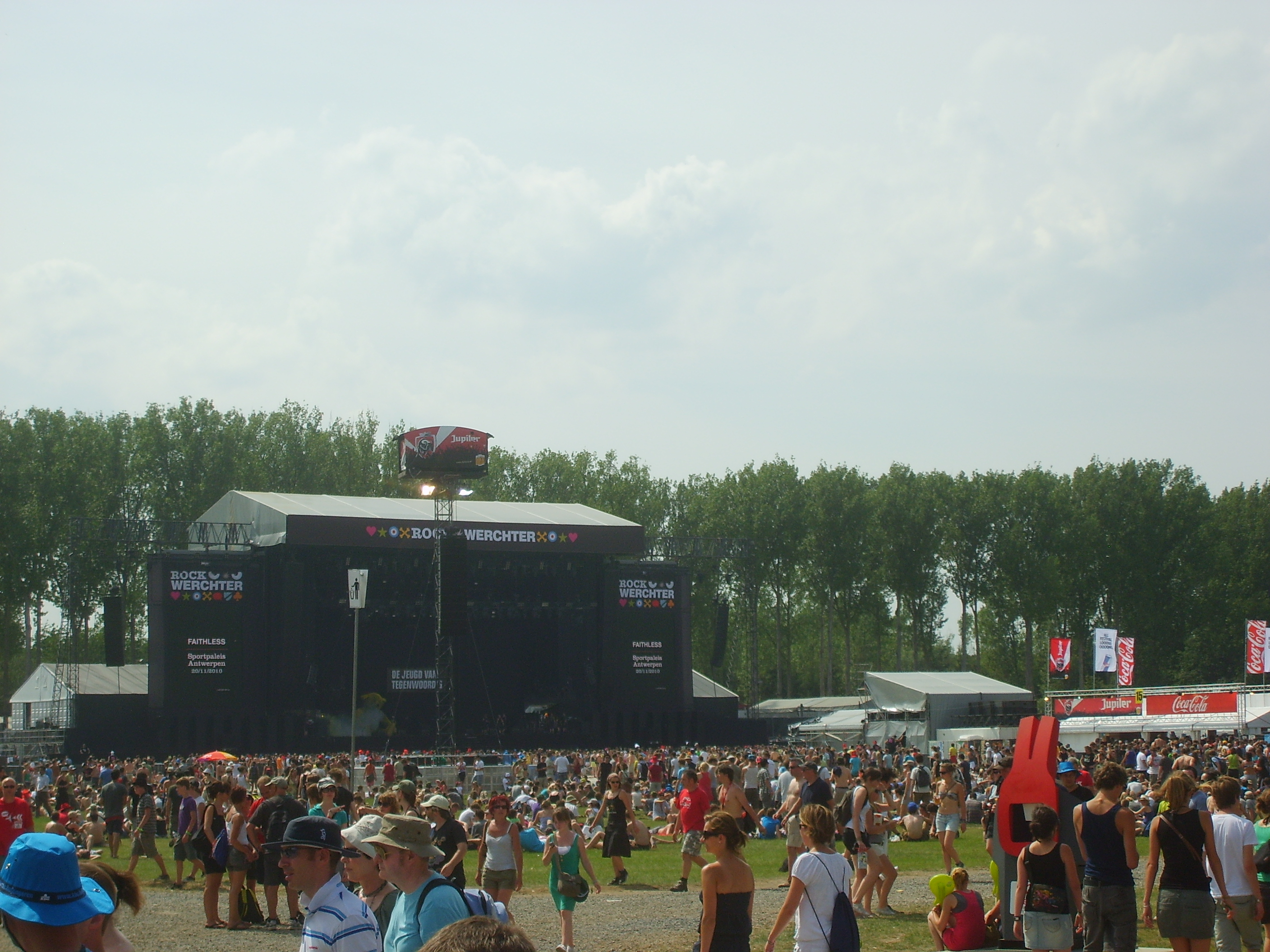
Rock Werchter 2010

Il Rock Werchter è un celebre festival musicale che si tiene con cadenza annuale a Werchter, in Belgio, nel primo fine settimana della stagione estiva dal 1974. È il maggiore evento musicale in Belgio e uno dei più importanti d'Europa.

## Storia
Il festival, denominato in origine Rock & Blues, nacque nel 1974 come evento che si svolgeva in una sola giornata, in cui ospitò Big Bill, Kandahar, Banzai e The Bintangs. In origine era un doppio festival di nome Torhout-Werchter che si svolgeva in due diversi siti, a Werchter e a Torhout. Nel 1999 il sito di Torhout fu abbandonato e l'unica sede divenne Werchter. Dal 2003 il Rock Werchter ha durata di quattro giorni e la sua proprietà è passata da Herman Schueremans a Live Nation, anche se il principale organizzatore rimane Schuereman. 
Si tiene ogni anno nell'ultimo fine settimana di giugno o nel primo fine settimana di luglio.

## Edizioni per anno

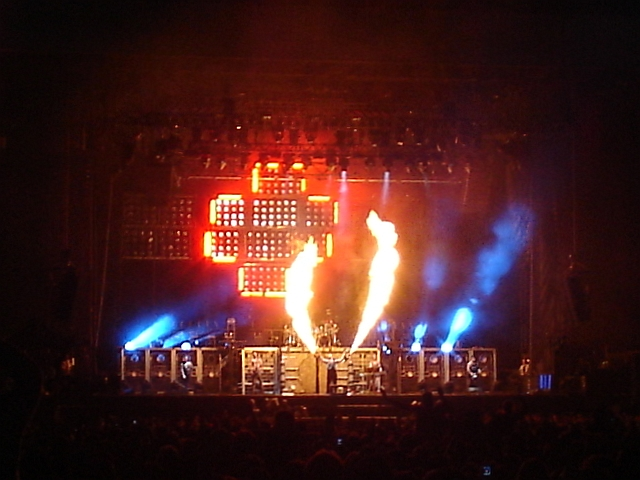
I Rammstein a Werchter 2005

| Anno | Date                 | Spettatori per giorno (media) | Artisti principali | Note |
| ---- | -------------------- | ----------------------------- | --- | --- |
| 1975 | 13 Luglio            |                               | Banzai, Hold Up, Kandahar, Sock & Soul (Big Bill Krakkebaas), Stormy Monday, Vulgus | Pol Van Bruystegem (Lange Polle) è un roadie di Big Bill. Molti anni dopo trionfa sul palco principale del Rock Werchter con i Triggerfinger. |
| 1976 | 10-11 Luglio         |                               | Alquin, Fifth Ball Gang, Kayak, The Bintangs, Working Class Band | [ 3 ] |
| 1977 | 9-10 Luglio          | 5,000                         | Philip Catherine, Jan Akkerman, Kayak, Dr. Feelgood, Kaz Lux & Bien Servi, St. James, The Bintangs | [ 4 ] |
| 1978 | 8-9 Luglio           | 6,000                         | Talking Heads, Dr. Feelgood, Nick Lowe, Dave Edmunds & Rockpile, Frisbee, Gruppo Sportivo, Raymond van het Groenewoud, The Runaways | I Runaways e i Talking Heads sono i primi artisti americani presenti nella line-up. |
| 1979 | 7-8 Luglio           | 12,000                        | Dire Straits, Kevin Coyne, Raymond van het Groenewoud & De Centimeters, Rory Gallagher, Talking Heads, The Bintangs, Tom Robinson Band | Rory Gallagher è il primo artista irlandese nella line-up. |
| 1980 | 6 Luglio             | 18,000                        | Fischer-Z, Jo Lemaire & Flouze, Kevin Ayers, Mink DeVille, Steel Pulse, The Blues Band, The Kinks, The Specials | [ 7 ] |
| 1981 | 5 Luglio             | 23,500                        | De Kreuners, Dire Straits, Elvis Costello and the Attractions, Robert Palmer, T.C. Matic, The Cure, The Undertones, Toots & The Maytals | Toots & The Maytals scambiano Turnhout per Torhout. La band arriva con quattro ore di ritardo e si rifiuta di suonare. |
| 1982 | 4 Luglio             | 37,500                        | Allez Allez, Jackson Browne, Mink DeVille, Talking Heads, The Members, The Steve Miller Band, Tom Tom Club, U2 | Chris Frantz e Tina Weymouth suonano 2 set consecutivi. Prima con i Tom Tom Club, poi con i Talking Heads. |
| 1983 | 2-3 Luglio           | 36,000                        | Eurythmics, John Cale, Peter Gabriel, Simple Minds, The Scabs, U2, Van Morrison, Warren Zevon | Warren Zevon arriva a Werchter in elicottero. |
| 1984 | 8 Luglio             | 55,000                        | Billy Bragg, Chris Rea, David Johansen, Joe Jackson, John Hiatt, Lou Reed, Nona Hendryx, Simple Minds, The Alarm | Schueremans e De Meyer hanno creato la StageCo Staging Company. Tutte le attrezzature audio e video sono state smontate a Torhout e trasportate a Werchter per essere montate per la tappa di Werchter del festival. Questo doveva essere fatto in 10 ore. |
| 1985 | 7 Luglio             | 63,000                        | Depeche Mode, Joe Cocker, Lloyd Cole and the Commotions, Paul Young and the Royal Family, R.E.M., The Ramones, The Style Council, U2 | Il batterista dei Ramones si è fratturato un metacarpo. |
| 1986 | 5-6 Luglio           | 60,000                        | Elvis Costello and the Attractions, Lloyd Cole and the Commotions, Simple Minds, Simply Red, Talk Talk, The Beat Farmers, The Robert Cray Band, The Waterboys, UB40 | Il prezzo del biglietto era di 850 franchi belgi, che sono 21 euro al giorno d'oggi. |
| 1987 | 5 Luglio             | 60,000                        | Echo & The Bunnymen, Eurythmics, Iggy Pop, Julian Cope, Peter Gabriel, The Housemartins, The Pretenders, The Triffids | [ 14 ] |
| 1988 | 3 Luglio             | 60,000                        | 10.000 Maniacs, Bryan Adams, Carmel, INXS, John Hiatt, Los Lobos, Sting, Ziggy Marley & The Melody Makers | Bryan Adams registra Live! Live! Live! mentre "rained in torrents." |
| 1989 | 2 Luglio             | 50,000                        | Elvis Costello, Joe Jackson, Lou Reed, Nick Cave & The Bad Seeds, Pixies, R.E.M., Tanita Tikaram, Texas, The Robert Cray Band | Elvis Costello è da solo, eppure riesce a conquistare la folla. |
| 1990 | 7 Luglio             | 60,000                        | Mano Negra, De La Soul, The Jeff Healey Band, Lenny Kravitz, Ry Cooder / David Lindley, Wendy and Lisa, Sinéad O'Connor, Midnight Oil, Bob Dylan, The Cure | I De La Soul sono il primo spettacolo hip-hop nella storia del festival. |
| 1991 | 7 Luglio             | 50,500                        | The Scene, Dave Stewart, Deee-Lite, Happy Mondays, Bonnie Raitt, Pixies, Iggy Pop, Sting, Paul Simon | A Torhout la folla ha iniziato spontaneamente a lanciare in aria bottiglie vuote durante la canzone di Sting 'Message in a Bottle', riempiendo in poco tempo il cielo di bottiglie. Lo stesso è successo a Werchter il giorno dopo, finendo con bottiglie che hanno colpito la testa delle persone e hanno provocato feriti. Questo incidente segnò l'inizio del divieto per i visitatori di portare le proprie bevande al festival, una decisione criticata e ritenuta a mero scopo commerciale. |
| 1992 | 5 Luglio             | 60,000                        | The Smashing Pumpkins, Crowded House, Lou Reed, Red Hot Chili Peppers, Bryan Adams | Kiedis ha gridato alla folla: "Se ci amate, buttate più fango!". Pochi secondi dopo il palco si è trasformato in un luogo meglio descritto come un'arena di lotta nel fango. |
| 1993 | 3-4 Luglio           | 60,000                        | Sonic Youth, Faith No More, Neil Young w/ Booker T. & the M.G.'s, Lenny Kravitz, Metallica, Levellers, Sugar, The Black Crowes, The Tragically Hip | I Metallica hanno portato lo snakepit. |
| 1994 | 2-3 Luglio           | 50,500                        | Tool, Clawfinger, Therapy?, Sepultura, Rage Against the Machine, Peter Gabriel, Aerosmith | La notte prima del festival stesso si è tenuto un festival di campeggio. dEUS e Tool si sono esibiti su questo palco. |
| 1995 | 1-2 Luglio           | 65,000                        | Jeff Buckley, PJ Harvey, The Offspring, The Cure, The Cranberries, R.E.M. | Secondo palco aggiunto. dEUS suonano con un vestito. |
| 1996 | 5-7 Luglio           | 50,000                        | David Bowie, The Chemical Brothers, Afghan Wigs, Rage Against the Machine, Radiohead, Red Hot Chili Peppers, Björk, Pulp, Massive Attack, Foo Fighters, Neil Young & Crazy Horse | La prima volta come festival di due giorni. La prima volta che i Radiohead hanno suonato Paranoid Android. |
| 1997 | 5-6 Luglio           | 50,000                        | 16 Horsepower, Beck, Channel Zero, Daft Punk, David Bowie, David Byrne, dEUS, Fn Lovin’ Criminals, Jamiroquai, Live, Osdorp Posse, Paul Weller, Placebo, Radiohead, Reef, Rollins Band, Sheryl Crow, Silverchair, Skunk Anansie, Smashing Pumpkins, Spearhead, Suede, Supergrass, The Chemical Brothers, The Prodigy, Zap Mama | David Byrne suona con un kilt scozzese. |
| 1998 | 3-5 Luglio           | 20,000                        | ABN, Beastie Boys, Ben Folds Five, Ben Harper, Björk, Dave Matthews Band, Dead Man Ray, Eagle-Eye Cherry, Evil Superstars, Garbage, Hooverphonic, Junkie XL, Moby, Money Mark, Morcheeba, Nick Cave and the Bad Seeds, Pulp, Sonic Youth, The Jon Spencer Blues Explosion, Therapy?, Tindersticks, Tori Amos, Underworld | Per la prima volta, i biglietti poterono essere ordinati online.Torhout per l'ultima volta. A partire dal 1999, il festival si svolge solo a Werchter. |
| 1999 | 2–4 Luglio           | 51,500                        | Pavement, Blur, Marilyn Manson, Placebo, Robbie Williams, Faithless, Lenny Kravitz, R.E.M. | Prima volta solo a Werchter. Prima volta come festival di tre giorni (gli spettacoli iniziavano alle 17 del venerdì). |
| 2000 | 30 Giugno – 2 Luglio | 55,000                        | A Perfect Circle, An Pierlé, Arid, Asian Dub Foundation, Bomfunk MC’s, Bush, Counting Crows, Dead Man Ray, Death in Vegas, Eels, El Tattoo Del Tigre, Elliott Smith, Flaming Lips, Gomez, Gorki, Groove Armada, Heideroosjes, HIM, Horace Andy, Jan Van Biesen, Kelis, Krezip, Laïs, Lamb, Laurent Garnier, Live, Luke Slater, Macy Gray, Metal Molly, Moby, Muse, Nine Inch Nails, Nitin Sawhney, Oasis, Paul Weller, Praga Khan, Sandy Dillon, Soulwax, Suzanne Vega, Texas, The Cure, Travis, Venus, Wheat | Tragedia a Roskilde. I Pearl Jam cancellano la loro performance a Rock Werchter. |
| 2001 | 29 Giugno – 1 Luglio | 60,000                        | ColdplayAfro Celt Sound System, Aimee Mann, Anouk, Ash, Basement Jaxx, Beck, Ben Harper & The Innocent Criminals, Buscemi, DAAU, Dandy Warhols, Das Pop, David Gray, De Mens, Deftones, Faithless, Feeder, Fun Lovin’ Criminals, George Thorogood, Goldfrapp, Grandaddy, Hooverphonic, Incubus, JJ72, Kosheen, Krezip, Laïs, Laurent Garnier, Manu Chao, Mauro, Monza, Muse, Novastar, PJ Harvey, Placebo, Postmen, Queens of the Stone Age, Reprazent, Roger Sanchez, Roxy Music, Sigur Ros, Sparklehorse, St Germain, Stereo MC’s, Stereophonics, Sting, Suzanne Vega, Talvin Singh, The Black Crowes, Tom McRae, Tool, Train, Weezer, Wheatus, Zita Swoon | 2 giugno 2001 www.rockwerchter.be va online. La line-up presenta più di 50 artisti per la prima volta. |
| 2002 | 28 – 30 Giugno       | 63,000                        | Sonic Youth, The White Stripes, Red Hot Chili Peppers, Rammstein, Queens of the Stone Age, Faithless, Coldplay | Tim Vanhamel suona al Main Stage con dEUS venerdì e al Pyramid Marquee con i suoi Millionaire domenica. |
| 2003 | 26 – 29 Giugno       | 70,000                        | Radiohead, Björk, Massive Attack, Moby, Metallica, Queens of the Stone Age, R.E.M., Coldplay | Prima volta come festival di quattro giorni. Premio Arthur per il miglior festival del mondo. |
| 2004 | 1 – 4 Luglio         | 70,000                        | The Cure, Metallica, KoЯn, Lenny Kravitz, Pixies, Muse, 2 Many DJ's, Placebo, Moloko | Premio Arthur per il miglior festival del mondo. L'headliner David Bowie cancellò a causa di una lesione al nervo della spalla. 2 Many DJ's tornarono in aereo dalla finale di UEFA Euro 2004 a Lisbona per sostituirlo. |
| 2005 | 30 Giugno – 3 Luglio | 80,000                        | New Order, The Chemical Brothers, Garbage, Green Day, Kraftwerk, Queens of the Stone Age, Snoop Dogg, Faithless, Rammstein, Foo Fighters, R.E.M. | Durante il loro concerto, i Kraftwerk mostrano un filmato di un giovane Eddy Merckx. L'intero tendone della Piramide inizia a gridare "Eddy! Eddy!". Per il resto dell'estate, i frequentatori del festival possono andare a visitare non meno di 26 musei gratuitamente. L'unica cosa che devono fare è mostrare il loro braccialetto. |
| 2006 | 29 Giugno – 2 Luglio | 80,000                        | Red Hot Chili Peppers, The Black Eyed Peas, The Who, Muse, Franz Ferdinand, Placebo, dEUS, Depeche Mode | Premio Arthur per il miglior festival del mondo. |
| 2007 | 28 Giugno – 1 Luglio | 80,000                        | Muse, Kaiser Chiefs, Bloc Party, Arctic Monkeys, Pearl Jam, The Chemical Brothers, Metallica, Queens of the Stone Age, Faithless | Premio Arthur per il miglior festival del mondo. I Pearl Jam hanno finalmente suonato al festival dopo le cancellazioni del 1992 (collasso da stress di Eddie Vedder) e del 2000 (dramma a Roskilde). |
| 2008 | 3 – 6 Luglio         | 80,000                        | The Chemical Brothers, R.E.M., Moby, Neil Young, Radiohead, Sigur Rós, dEUS, Beck, Kaiser Chiefs | L'ILMC (che assegna gli Arthur Awards) ha cambiato le sue regole, un festival che ha vinto 2 anni di fila non può partecipare l'anno successivo. Questo cambiamento è stato fatto a favore degli altri festival. |
| 2009 | 2 – 5 Luglio         | 80,000                        | The Killers, Lady Gaga, Placebo, Metallica, Coldplay, Kings of Leon, Oasis, Bloc Party, Franz Ferdinand, Nine Inch Nails, Limp Bizkit | European Festival Award per la migliore line-up, festival preferito dagli artisti e miglior organizzatore. Kaiser Chiefs segna quattro (anni) di fila. Jasper Erkens (16 anni) e Seasick Steve (68 anni) sono gli artisti più giovani e più vecchi della formazione di Werchter. |
| 2010 | 1 – 4 Luglio         | 80,000                        | Arcade Fire, Pearl Jam, Muse, Pink, Rammstein, Faithless, Green Day, Them Crooked Vultures, Editors | Venerdì 2 luglio 2010 è il giorno di Werchter più caldo di sempre. Il mercurio sale a 36 gradi. Un anno spettacolare. Green Day e Rammstein producono fuochi d'artificio a bizzeffe. P!nk, che salta da una gru, si esibisce con cannoni fumogeni e lanciafiamme e in più, per quattro minuti, è a testa in giù sopra il pubblico. |
| 2011 | 30 Giugno – 3 Luglio | 82,750                        | Linkin Park, Kings of Leon, Coldplay, Iron Maiden, The Chemical Brothers, Arctic Monkeys, Queens of the Stone Age, Robyn, The Black Eyed Peas | Premio del festival europeo per la migliore line-up. Novità al festival: wifi gratuito. I Chemical Brothers si uniscono ai R.E.M. Entrambi i gruppi hanno suonato a Werchter 7 volte. |
| 2012 | 28 Giugno – 1 Luglio | 85,000                        | Red Hot Chili Peppers, The Cure, Garbage, Skrillex, Justice, Pearl Jam, Deadmau5, Mumford & Sons, Editors, Rise Against, Chase & Status, Snow Patrol | Terzo palco aggiunto: The Barn. Premio Arthur per il miglior festival al mondo. |
| 2013 | 4 – 7 Luglio         | 85,000                        | Depeche Mode, Blur, Rammstein, Green Day, Kings of Leon, The National, Editors, Netsky, Nick Cave and the Bad Seeds, Volbeat | [ 40 ] |
| 2014 | 3 – 6 Luglio         | 88,000                        | Pearl Jam, Metallica, Arctic Monkeys, Kings of Leon, Pixies, The Black Keys, Placebo, Damon Albarn, Skrillex, Biffy Clyro, Chase & Status, Eels, Ellie Goulding, Interpol, The Temperance Movement | Una delle due sole apparizioni ai festival dei Pearl Jam nel loro esclusivo tour europeo di 12 date del 2014. |
| 2015 | 25–28 Giugno         | 88,000                        | The Chemical Brothers, Faith No More, Mumford & Sons, Pharrell Williams, Lenny Kravitz, The Prodigy, Muse, Anastacia, Kasabian | [ 42 ] |
| 2016 | 30 Giugno - 3 Luglio |                               | Rammstein, Florence and the Machine, Paul McCartney, Ellie Goulding, Editors, Iggy Pop, Macklemore & Ryan Lewis | [ 43 ] |
| 2017 | 29 Giugno - 2 Luglio |                               | Foo Fighters, Radiohead, Linkin Park, System Of A Down, Kings of Leon, Arcade Fire, Alt-J, Blink 182, Imagine Dragons | [ 44 ] |
| 2018 | 5-8 Luglio           |                               | Arctic Monkeys, Queens of the Stone Age, Pearl Jam, Gorillaz, The Killers, Nick Cave & The Bad Seeds, Jack White, Nine Inch Nails | Primo anno con 4 palchi. |
| 2019 | 27-30 Giugno         |                               | Fleetwood Mac, Kylie Minogue, Tool, The Cure, Muse, Mumford & Sons, Florence and the Machine, Bring Me The Horizon | [ 46 ] |